# Ballana bifida
Ballana bifida är en insektsart som beskrevs av Delong 1937. Ballana bifida ingår i släktet Ballana och familjen dvärgstritar. Inga underarter finns listade i Catalogue of Life.